# Bernat Ylla Bach
Bernat Ylla Bach (Vic, 22 de març de 1916 — Saint-Maixent-l'École, França, 18 de febrer de 1994) fou un pintor del segle xx.
Cursà els seus primers estudis en la seva ciutat nadiua a l'Escola Municipal de Dibuix de Vic amb els Mestres Pere Puntí i Llucià Costa i els amplià després a l'Escola d'Arquitectura de Barcelona.
Exposà per primera vegada en una col·lecció barcelonesa, en la que exhibí exclusivament dibuixos a ploma.
L'any 1936, marxà a Brussel·les, on estudià pintura i perspectiva a l'Escola Reial de Belles Arts, tenint com a Professor a Alfred Bastien. AIIí realitzà dues exposicions.
Després va estudiar les lliçons i consells sobre la composició a l'Estudi de Montparnasse a París, del Mestre francés, André Lhote.
Al retornar a Catalunya, l'any 1943, Bernat Ylla va començar en el seu país una carrera de pintor independent.
Feu la seva primera exposició individual en la Sala Comellas de Vic el desembre del 1943, fent-ho també a Barcelona el març de l'any 1944, en la sala de la Llibreria Dalmau, essent presentat pel crític Rafael Benet.
Després s'instal·là a Deià, a l'Illa de Mallorca, on durant quatre anys va treballar buscant la seva forma personal d'expressió pictorica.
A partir de l'any 1951 s'instal·là a França i organitza les seves exposicions arreu d'Europa: França, Anglaterra, Suïssa, i sempre a Vic, Barcelona, Catalunya, Mallorca, Castilla la Manxa, Extremadura, País Basc, etc.
La seva última exposició la realitzà a "l'Ile de Ré" el 1983.
Va morir a Saint Maixent l'Ecole (França) el 18 de febrer de l'any 1994, a l'edat de 78 anys.
A petició del Consell Municipal de Vic, es va organitzar una exposició "Homenatge retrospectiu al pintor vigatà Bernat Ylla" a la "Llotja del Blat", a Vic, del 14 al 29 d'abril de 2007, amb la presència del Excm. Sr. Jacint CODINA i PUJOLS, Alcalde de Vic, i com a comissari de l'exposició el Sr. Arnau PUIG, filòsof i crític d'art.